# Sydney Stars
Sydney Stars – istniejący w latach 2014–2016 australijski zespół rugby union z siedzibą w Sydney utworzony przez konsorcjum klubów Sydney Uni i Balmain w celu uczestniczenia w National Rugby Championship, jeden z czterech zespołów reprezentujących Nową Południową Walię w tych rozgrywkach.

## Historia
Pod koniec stycznia 2014 roku Sydney Uni Football Club, utytułowany klub z Shute Shield, oraz występujący w podmiejskich rozgrywkach Balmain Rugby Club ogłosiły wspólne ubieganie się o jedno z miejsc w nowo powstających ogólnokrajowych rozgrywkach. Obydwa są jednymi z najstarszych klubów w Australii, powstałymi jeszcze w XIX wieku. Drużyna oficjalnie powstała po ogłoszeniu utworzenia National Rugby Championship jako jedna z dziewięciu uczestniczących w inauguracyjnym sezonie rozgrywek. Szkoleniowcem zespołu został Chris Malone, trener Sydney Uni. Skład został ogłoszony 1 sierpnia 2014 roku, a kapitanem zespołu został mianowany Pat McCutcheon. W drugim sezonie szkoleniowcem został Peter Playford. W 2016 roku dwuletnia licencja nie została odnowiona i klub został rozwiązany.

## Stadion
Domowe mecze zespołu były rozgrywane na Leichhardt Oval w Leichhardt dzięki umowie podpisanej z władzami Balmain.

## Stroje
Zawodnicy przywdziewali złoto-niebiesko-czarne stroje, kolory te bowiem były barwami obu tworzących ten zespół klubów.

## Składy

### Skład 2014
W czterdziestoosobowym składzie na sezon 2014 znaleźli się prócz graczy z zespołów Super Rugby także zawodnicy rezerw oraz drużyn klubowych uczestniczących w lokalnych rozgrywkach: Folau Fainga'a, Alasdair King, Tomas Robertson, Paddy Ryan, Matt Sandell, Jeremy Tilse, Michael Tyler, Laurie Weeks / Tom Coolican, Tolu Latu, James Willan / Jordan Chapman, Byron Hodge, Tipiloma Kaveinga, Will Skelton, Ryan Wilson / Hugo Dessens, Dave Hickey, Pat McCutcheon, Benn Melrose, Sam Quinn, Mitchell Whiteley / Jake Gordon, Jock Merriman, Nick Phipps, Angus Pulver / Stu Dunbar, Bernard Foley, Dan Kelly / Henry Clunies-Ross, Michael Hodge, Finau Makamaka, James McMahon, Jim Stewart / Peter Betham, James Dargaville, Matt Kenny, Johnny Loseli / Israel Folau, Angus Roberts. Folau, Foley, Phipps i Skelton byli przydzielonymi do zespołu aktualnymi reprezentantami kraju i ich udział w zawodach był zależny od obowiązków w kadrze.

### Skład 2015
W składzie na sezon 2015 znaleźli się Tom Coolican, Dave Dennis, Ofa Finau, James Hanson, David Hickey, Tipiloma Kaveninga, Aldy King, Tolu Latu, Andrew Leota, Pat McCutcheon, Declan Moore, Rohan O'Regan, Matt Philip, Tom Robertson, Paddy Ryan, Al Ryan, Matt Sandell, Will Skelton, Jeremy Tilse, Jake Wainwright, Mitchell Whiteley / Tom Carter, Henry Clunies-Ross, Richard Draper, Israel Folau, Bernard Foley, Jake Gordon, John Hale, Ben Hughes, Harry Jones, Tom Kingston, Jordan McGregor, Nick Phipps, Guy Porter, Angus Roberts, Andrew Robinson, Jim Stewart, Theo Strang, Christian Yassmin. Folau, Foley, Phipps i Skelton byli przydzielonymi do zespołu aktualnymi reprezentantami kraju i ich udział w zawodach był zależny od obowiązków w kadrze.